# Oronotus jengtzeyangi
Oronotus jengtzeyangi är en stekelart som beskrevs av Diller och Schonitzer 2002. Oronotus jengtzeyangi ingår i släktet Oronotus och familjen brokparasitsteklar. Inga underarter finns listade i Catalogue of Life.